# Peggy Pearce
Peggy Pearce (nacida como Velma Pearce; 4 de junio de 1894-26 de febrero de 1975) fue una actriz de cine mudo. Entre 1913 y 1920, trabajo principalmente en cortometrajes producidos por L-KO Kompany y Keystone Studios, Pearce trabajo con muchas estrellas, incluyendo Charles Chaplin (con quién mantuvo una relación sentimental por un tiempo), Roscoe Arbuckle, Billie Ritchie, Slim Summerville, Ford Sterling, y Mabel Normand.

## Filmografía
- The Sea Wolf (1920)
- A Tokyo Siren (1920)
- A Good Loser (1920)
- False Evidence (1919)
- Ace of the Saddle (1919)
- Sex (1920)
- The Red-Haired Cupid (1918)
- His Favourite Pastime (1914)
- Tango Tangles (1914)
- A Film Johnnie (1914)
- Between Showers (1914)
- Some Nerve (1913)
- The Gusher (1913)
- Fatty at San Diego (1913)
- A Quiet Little Wedding (1913)